# Đàn tỳ bà

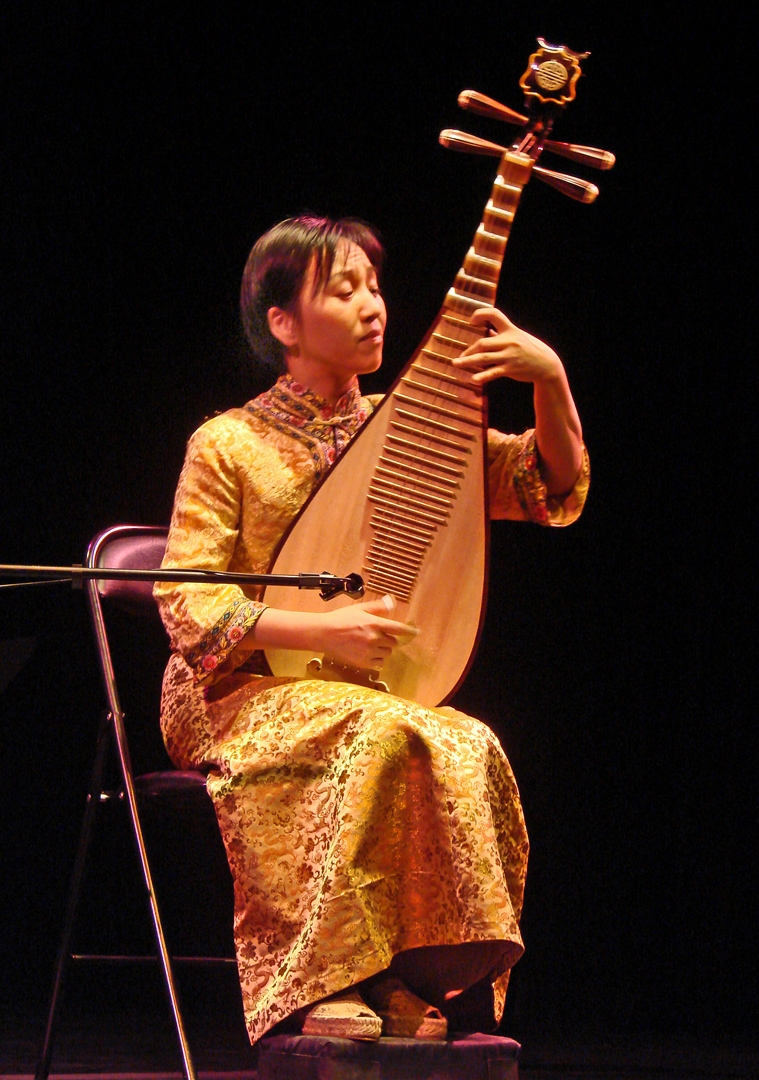
Nhạc công chơi đàn tỳ bà trong một buổi hoà nhạc ở Quảng Châu.

Đàn tỳ bà (chữ Hán: 琵琶; bính âm: pípá, romaji: biwa, tiếng Hàn: bipa) là một nhạc cụ dây gảy của người phương Đông được phổ biến nhất ở Trung Quốc, qua thời gian dài sử dụng nó đã được bản địa hóa khác nhau tuỳ theo từng vùng hoặc từng quốc gia Á Đông.

## Nguồn gốc lịch sử

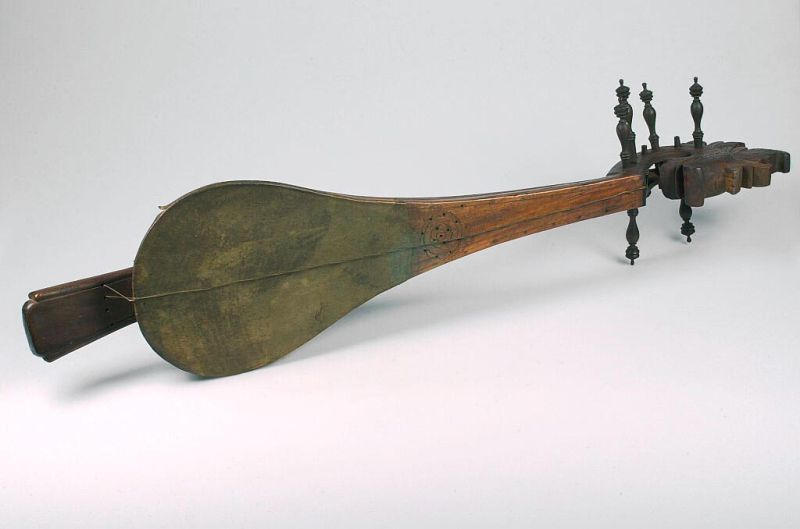
Đàn Qanbus được cho là thủy tổ của tỳ bà theo con đường tơ lụa tới Trung Quốc

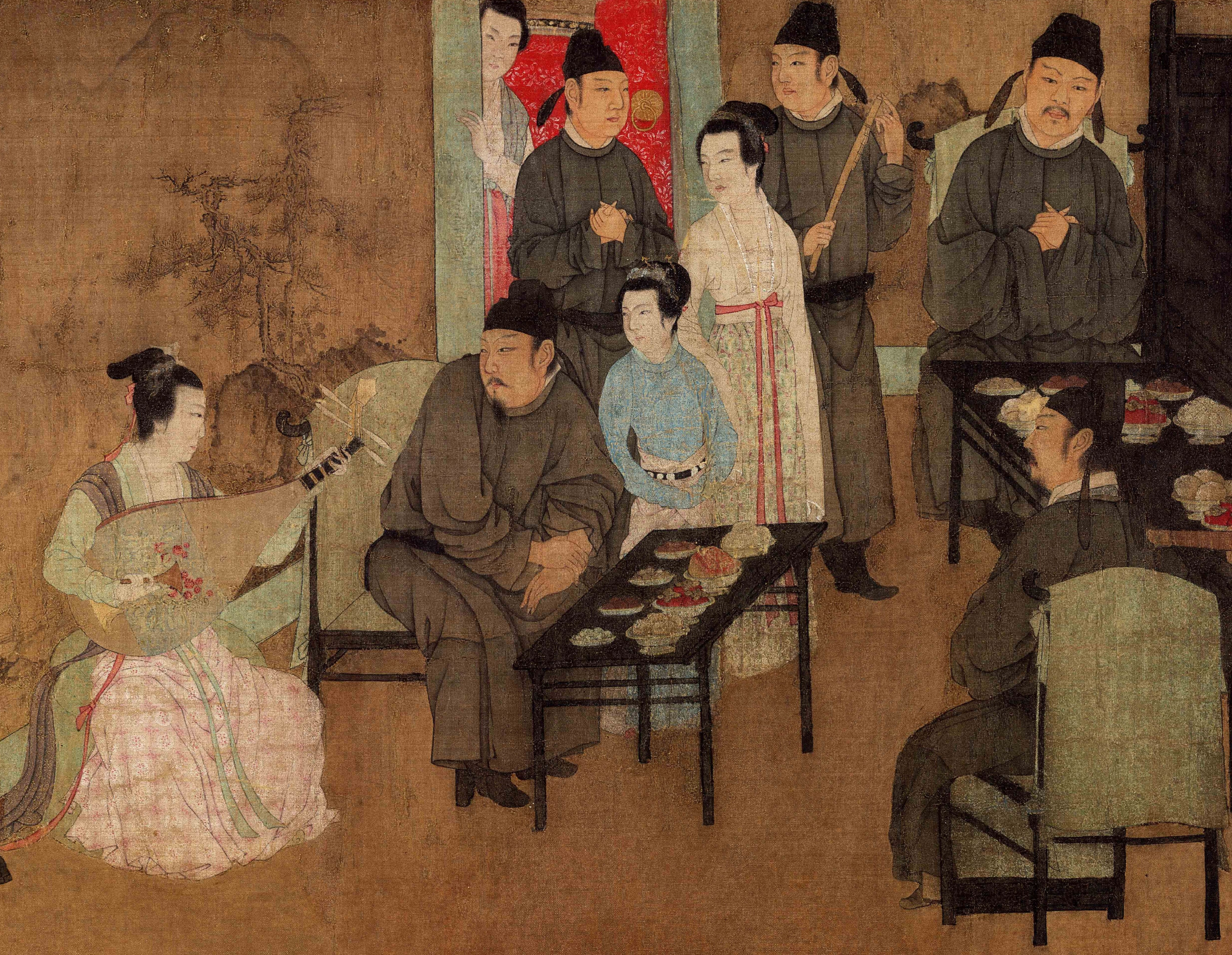
Đàn tỳ bà thời Ngũ đại.

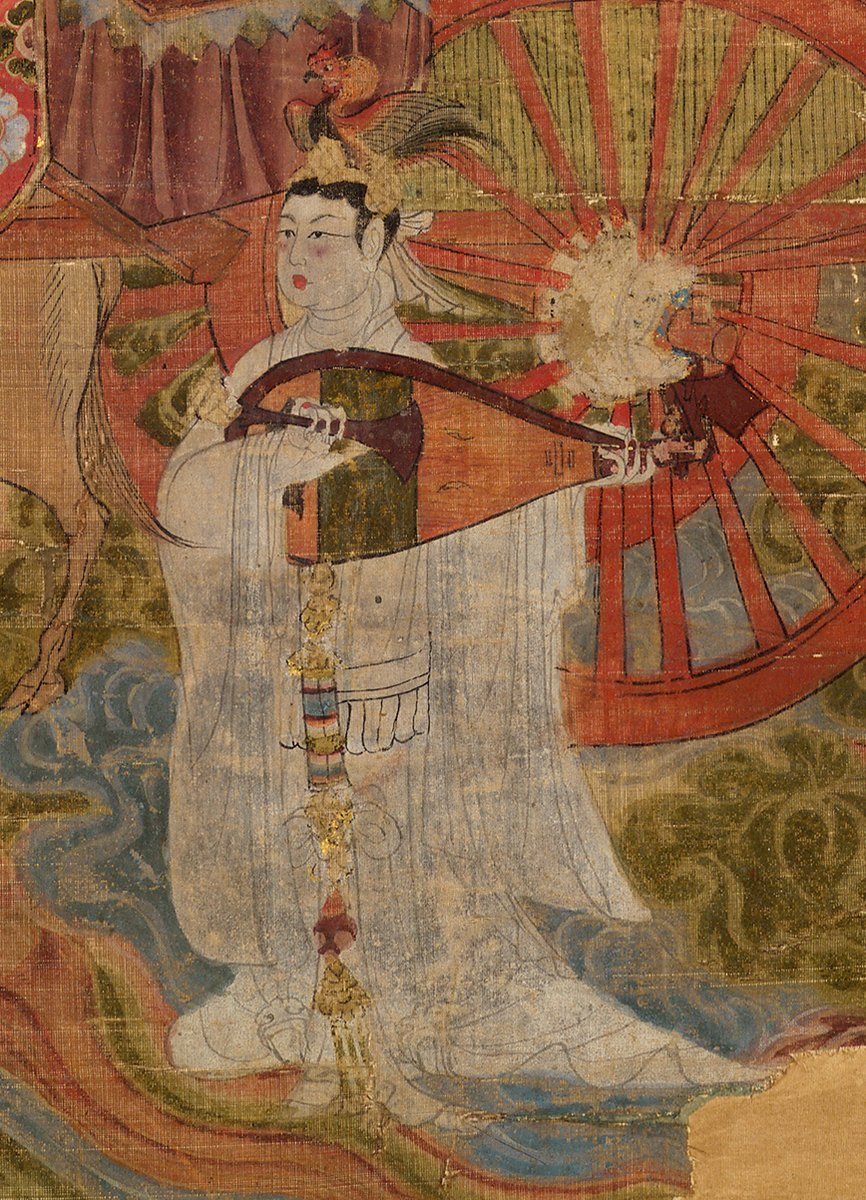
Tranh lụa vẽ một phụ nữ chơi tỳ bà (thời Đường)

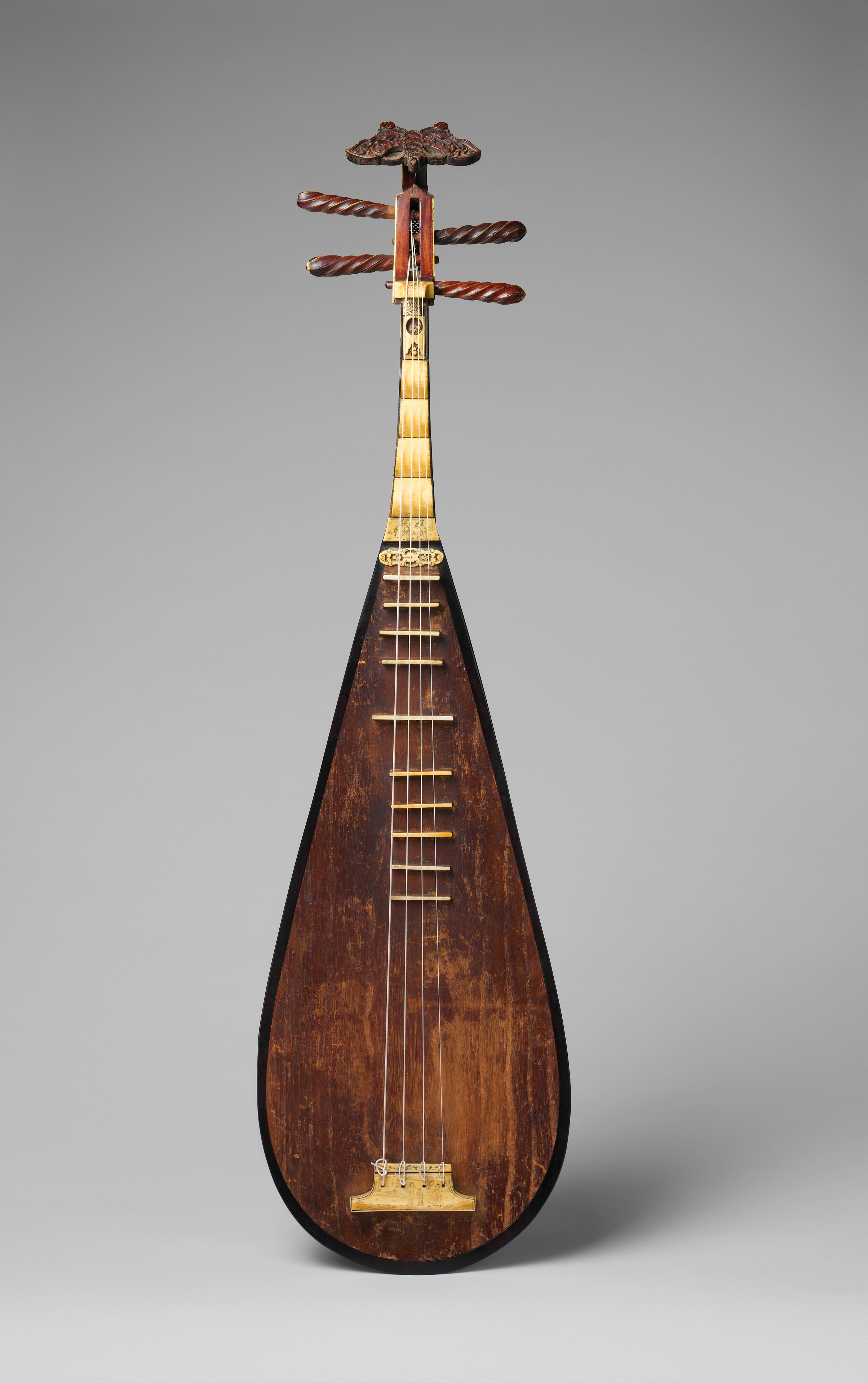
Tỳ bà thời nhà Minh

## Cấu trúc cơ bản

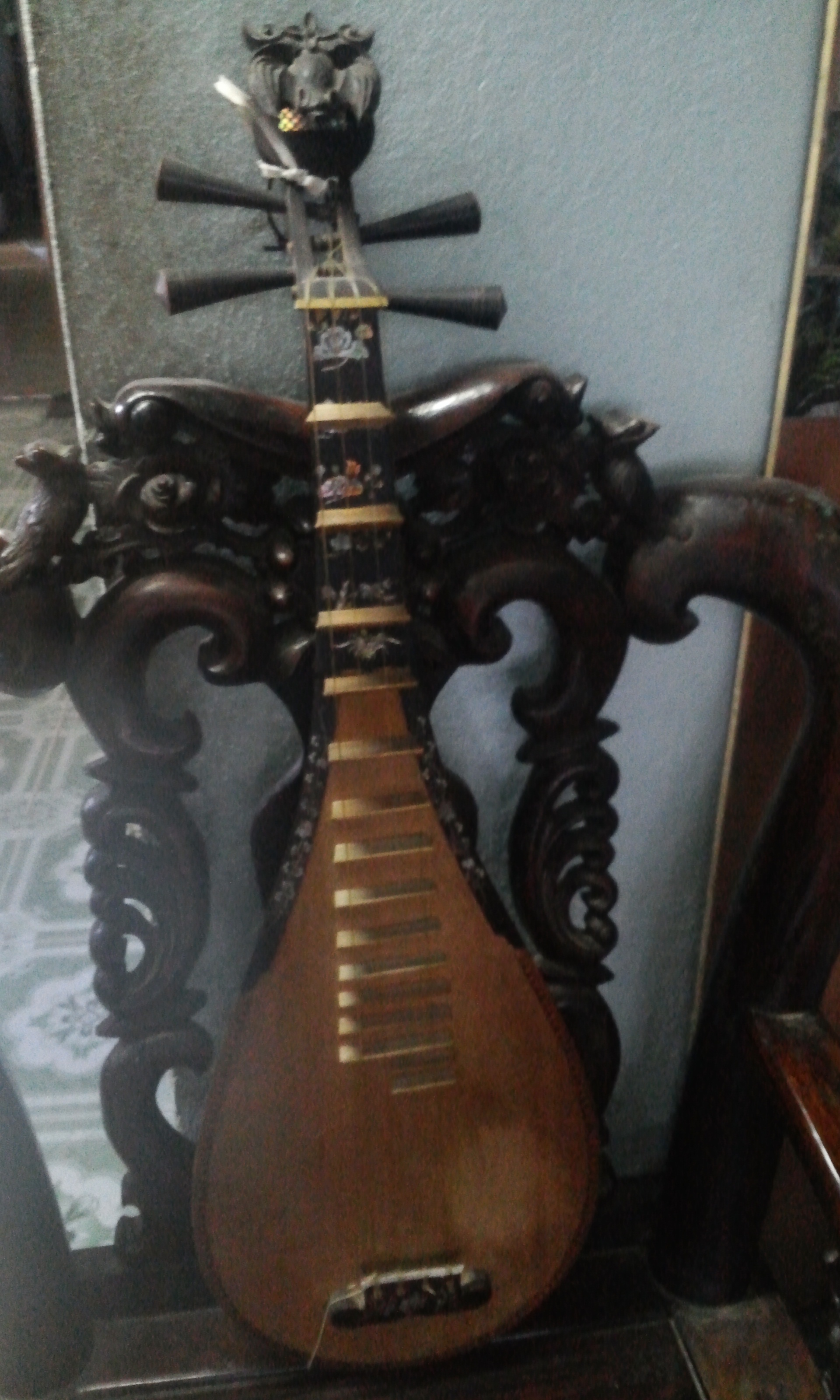
Đàn tỳ bà Việt Nam của hiệu đàn Tạ Thâm

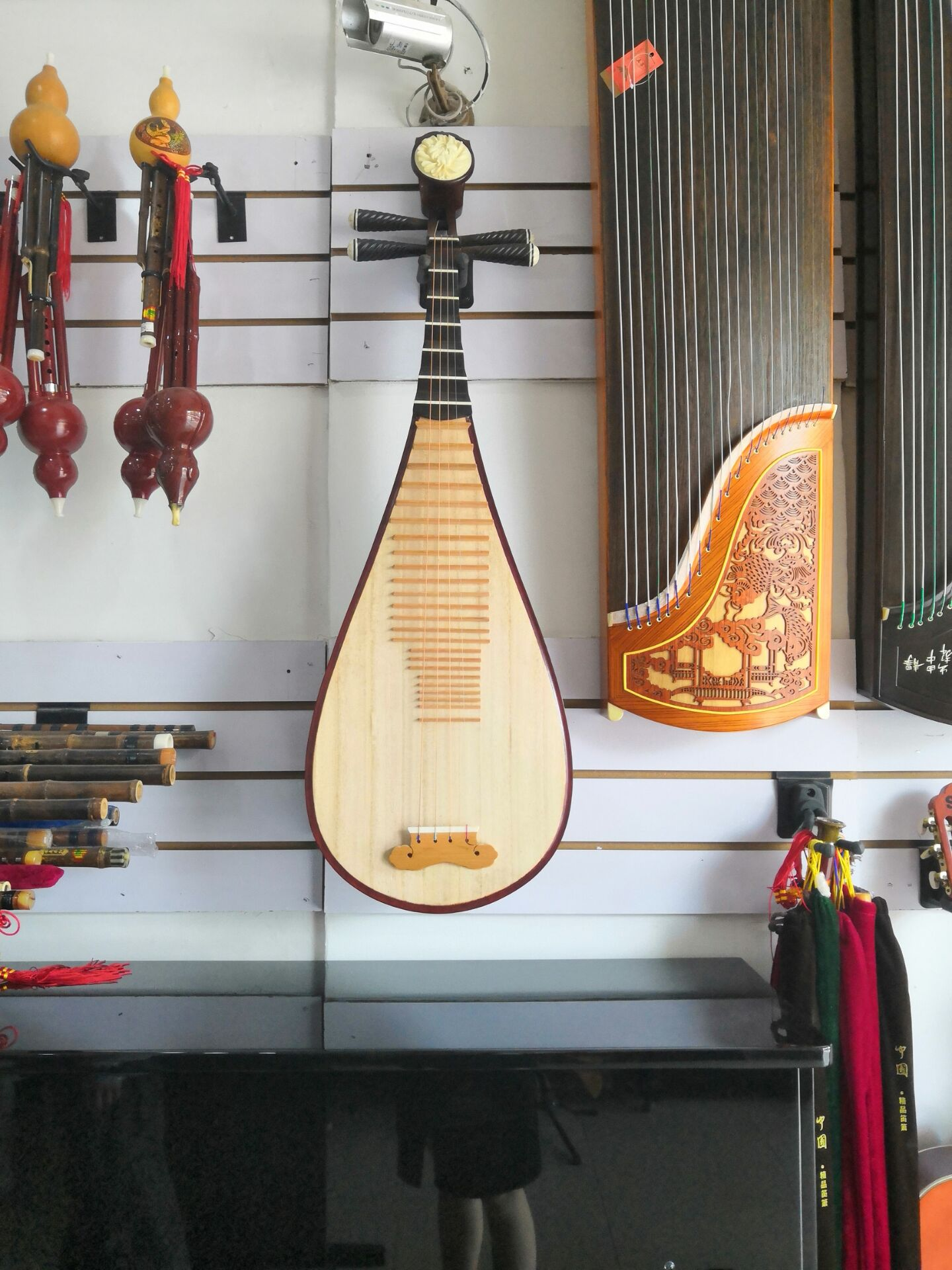
Đàn tỳ bà Trung Quốc (cạnh đàn cổ tranh) và sáo hồ lô ty tại một cửa hàng nhạc cụ

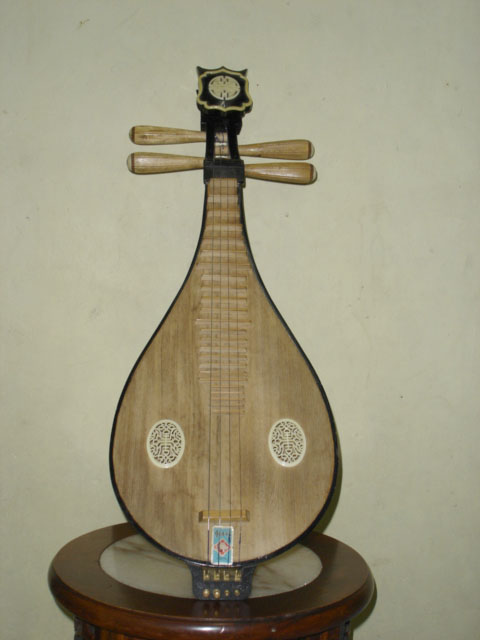
Một cây liễu cầm - tỳ bà mini

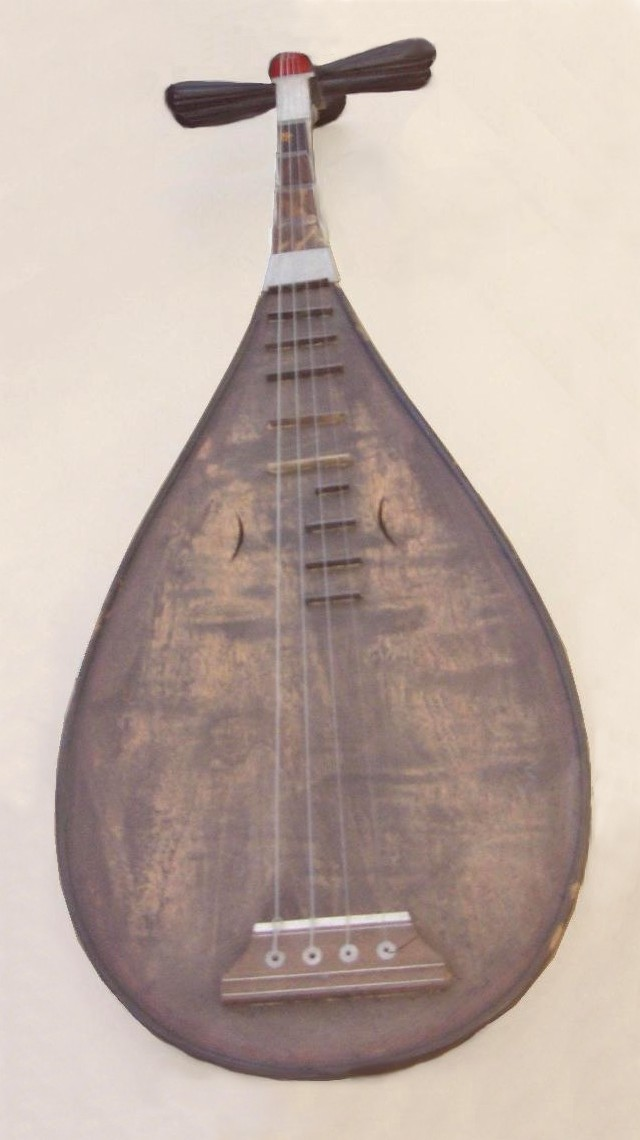
Nam quản tỳ bà

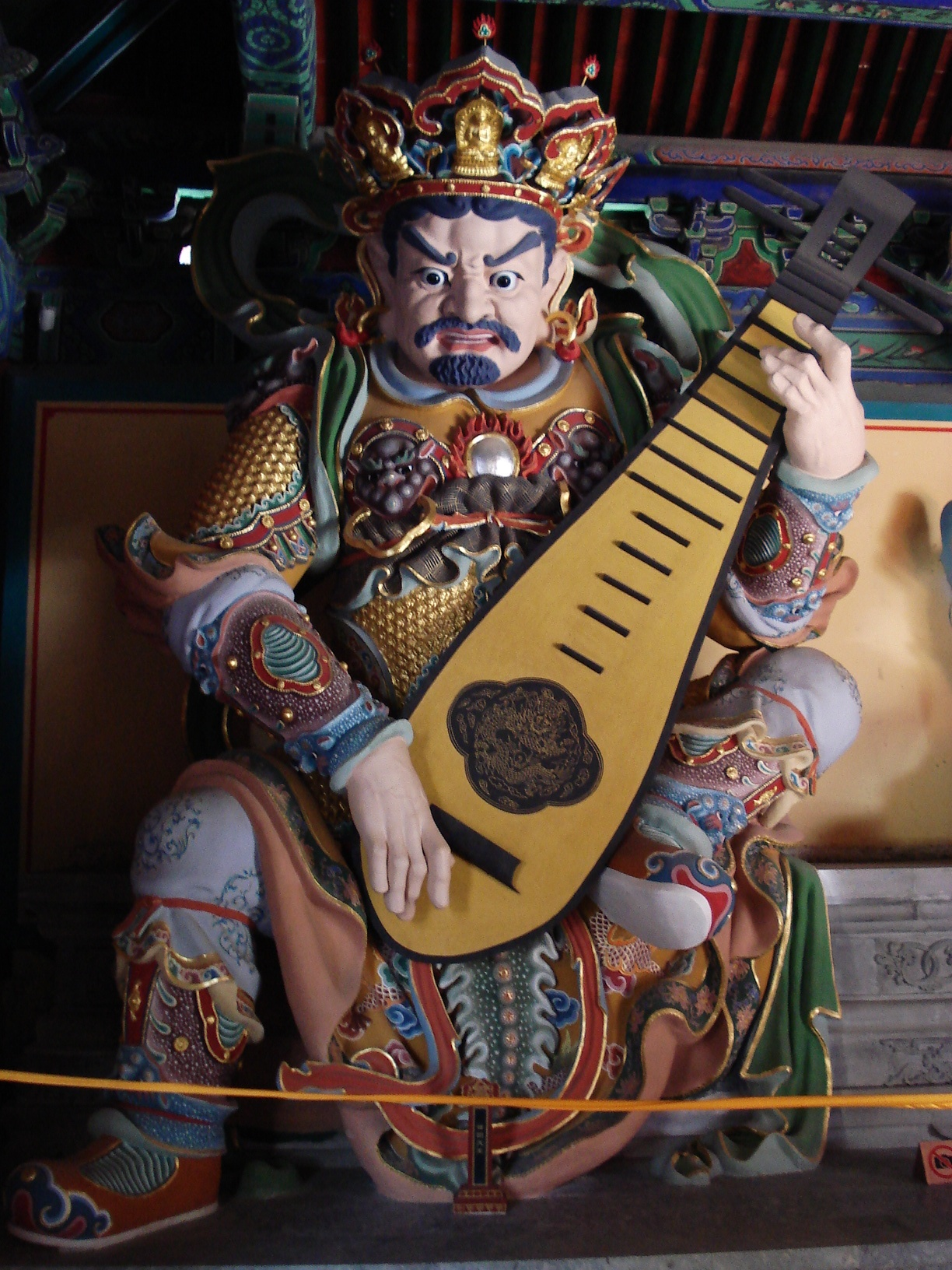
Trì Quốc Thiên Vương gảy tỳ bà - tượng tại một ngôi chùa Trung Quốc

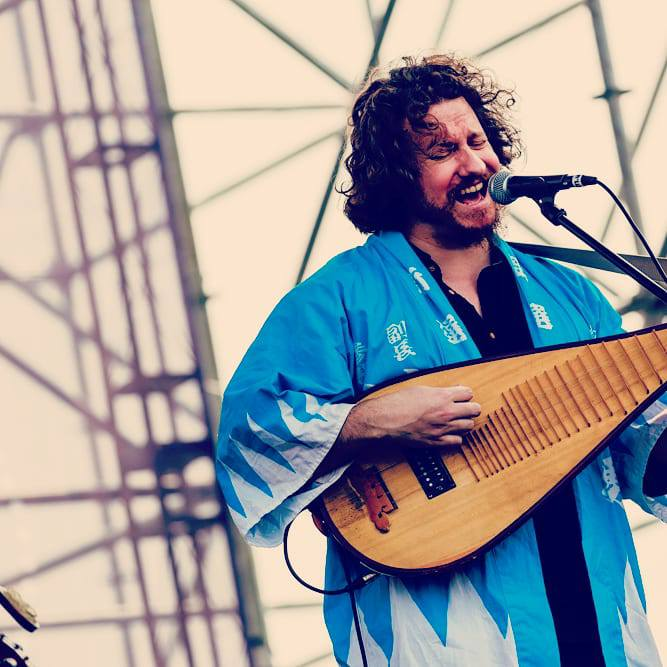
Djang San - nghệ sĩ nhạc rock người Pháp chơi tỳ bà điện

## Màu âm, tầm âm

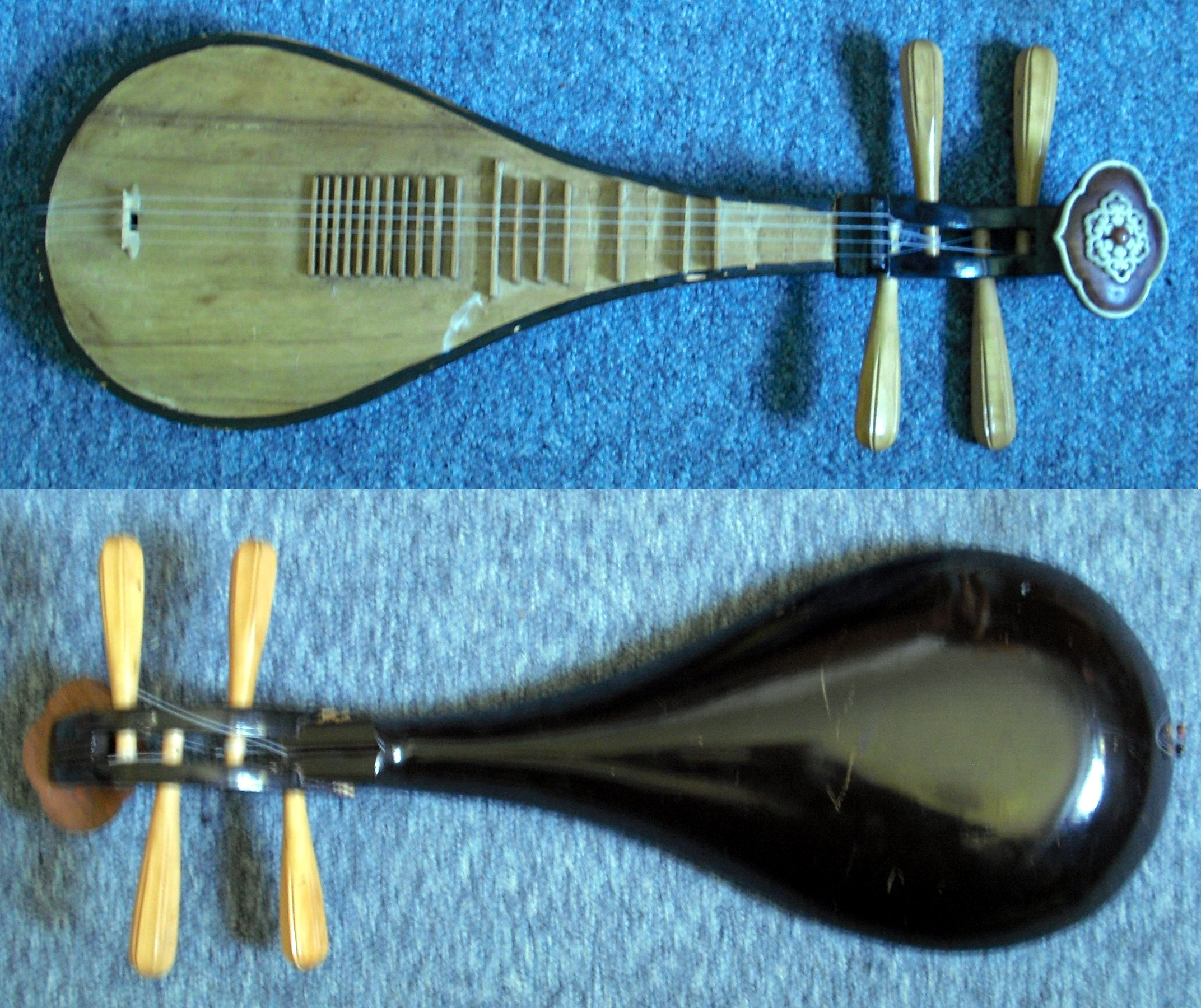
Mặt trước và sau của liễu cầm cổ điển

## Kỹ thuật diễn tấu

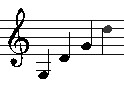
Tầm âm của liễu cầm

### Bipa (Hàn Quốc)

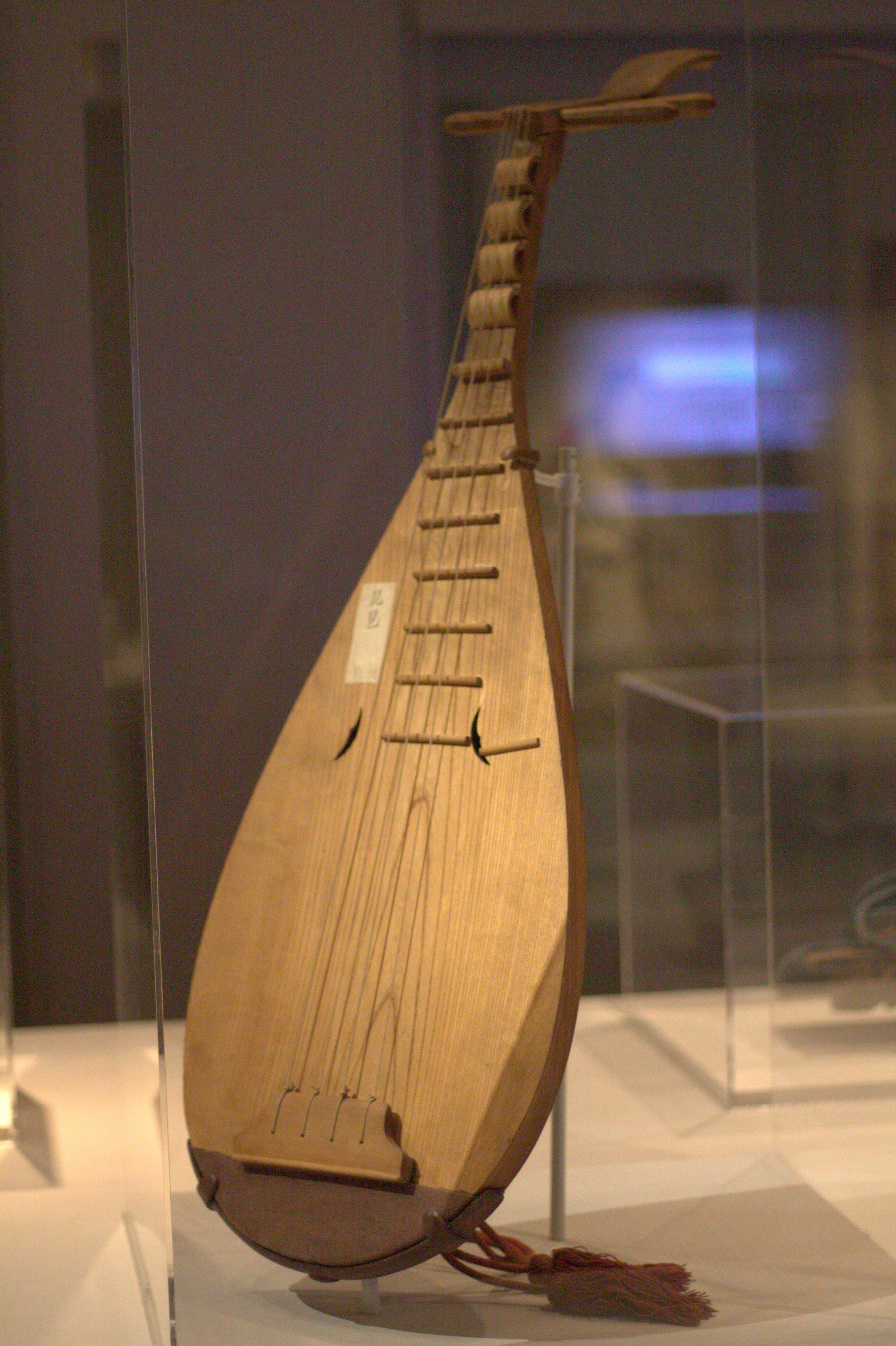
Đàn tỳ bà Hàn Quốc (Bipa) chụp tại một bảo tàng, nó có từ năm 1893.